# أرييلي
أرييلي (بالإيطالية: Arielli)‏ هي بلدية في مقاطعة كييتي في إقليم أبروتسو الإيطالي.

## السكان
في سنة 1861 بلغ عدد السكان 1٬174 نسمة، وتطور العدد ليصل في سنة 2011 لـ 1٬144 نسمة.
يظهر هذا المخطط البياني تطور النمو السكاني لـ أرييلي